# Allocosa lawrencei
Allocosa lawrencei este o specie de păianjeni din genul Allocosa, familia Lycosidae. A fost descrisă pentru prima dată de Roewer, 1951. Conform Catalogue of Life specia Allocosa lawrencei nu are subspecii cunoscute.